# Mladoňov (Dolní Dvořiště)
Mladoňov (též Mladoně, německy Lodus, Neustift) je zaniklá obec a katastrální území o rozloze 10,1 km², součást obce Dolní Dvořiště v okrese Český Krumlov.

## Historie
První písemná zmínka o vesnici (villa Mladonow) je v rožmberském urbáři z roku 1379. Po roce 1850 měla ve svém obvodu osady Budákov, Mikoly a Obst.
V roce 1843 Mladoňov pod názvem Mladoně patřil do panství Rožmberk a stálo zde 20 domů a žilo 112 obyvatel. V letech 1869–1910 byla ves vedena pod názvem Lhotka, v letech 1921–1930 to byla samostatná obec. V letech 1938 až 1945 byl Mladoňov v důsledku uzavření Mnichovské dohody přičleněn k nacistickému Německu. V roce 1950 to byla osada obce Všeměřice, v dalších letech ves zanikla.

## Obyvatelstvo
|           | 1869 | 1880 | 1890 | 1900 | 1910 | 1921 | 1930 | 1950 |
| --------- | ---- | ---- | ---- | ---- | ---- | ---- | ---- | ---- |
| Obyvatelé | 80   | 96   | 101  | 81   | 102  | 89   | 81   | 25   |
| Domy      | 15   | 15   | 15   | 15   | 14   | 16   | 17   | 18   |

Poznámka:  Jiné zdroje uvádějí, že v roce 1930 žilo v Mladoňově 285 obyvatel.